# 16951 Carolus Quartus
16951 Carolus Quartus (1998 KJ) là một tiểu hành tinh vành đai chính được phát hiện ngày 19 tháng 5 năm 1998 bởi P. Pravec ở Đài thiên văn Ondřejov.